# Yenikapı (métro d'Istanbul)
Yenikapı est une station terminus des lignes M1 et M2 du métro d'Istanbul, en Turquie. Elle est située en limite des quartiers Aksaray et Katip Kasım, dans le district de Fatih, à Istanbul.
Elle est notamment en correspondance avec la gare de Yenikapı, desservie par les trains de banlieue de la ligne Marmaray (B1).

## Histoire
La station Yenikapı M2, terminus sud de la ligne M2 du métro d'Istanbul, est mise en service le 15 février 2014, lors de l'ouverture à l'exploitation du prolongement de 3,5 km depuis l'ancien terminus de Şişhane. La station Yenikapı M1, terminus est de la ligne M1 du métro d'Istanbul (M1A et M1B), est mise en service le 9 novembre 2014, lors de l'ouverture du prolongement, de 0,8 km, depuis l'ancien terminus d'Aksaray,,,.